# Prosopocoilus fruhstorferi
Prosopocoilus fruhstorferi es una especie de coleóptero de la familia Lucanidae. Presenta las siguientes subespecies:
- Prosopocoilus fruhstorferi colfsi
- Prosopocoilus fruhstorferi fruhstorferi
- Prosopocoilus fruhstorferi neervoorti

## Distribución geográfica
Habita en Lombok (Indonesia).